# Minorissa volxemi
Minorissa volxemi är en insektsart som först beskrevs av Bolívar, I. 1884.  Minorissa volxemi ingår i släktet Minorissa och familjen Pyrgomorphidae. Inga underarter finns listade i Catalogue of Life.